# 常隆庆
常隆庆(1904年12月3日—1979年7月21日)，字兆宁，中国四川江安人，九三学社会员，著名地质学家。

## 生平

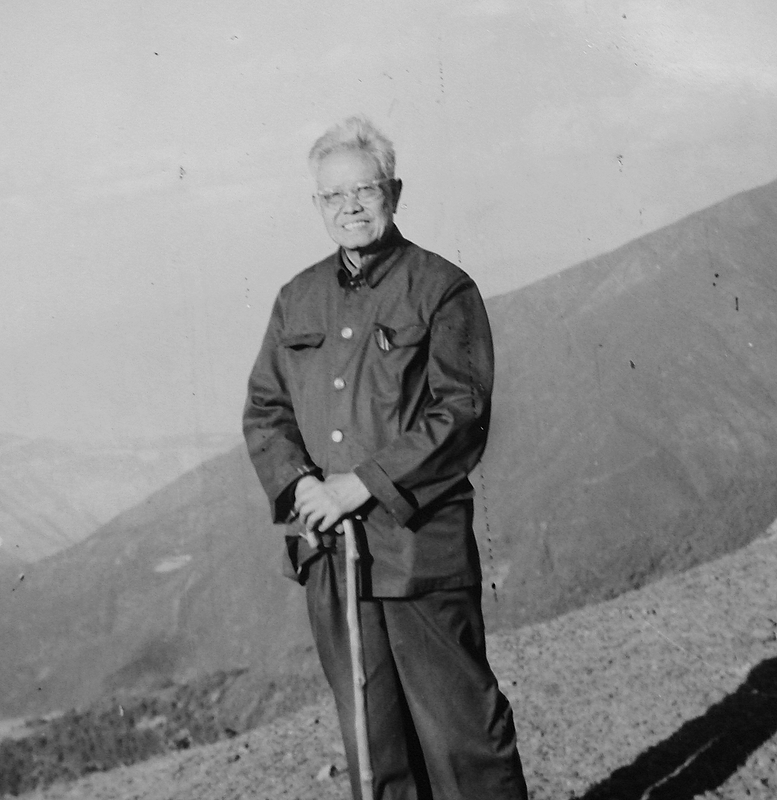
1979年4月的常隆庆

常隆庆于1922年考入北京大学地质系，1930年毕业后在中华民国中央地质调查所任调查员。1932年，卢作孚在重庆北碚创建中国西部科学院，常隆庆在其师翁文灏、李四光等人的推荐下任地质研究所主任。1934年起，常隆庆开始在对今日攀枝花地区进行地质勘探，写出了著名的《雷马峨屏调查记》。此后，常隆庆致力于在綦江寻找铁矿，筹建重庆钢铁厂。
1935年12月，传闻会理发生大地震，鲁东渡附近发生山崩，金沙江为之断流，常隆庆为调查地震成因，与助手殷学忠溯江而上，发现了攀枝花地区的大型矿脉，获得“光华”奖章。1936年发现宝鼎煤矿，并在1937年9月，他发表了《宁属七县地质矿产》一文，宣告了他的考察成果，获得“干城”奖章。
1939年，中华民国政府军事委员会设立西昌行辕，常隆庆被任命为地质专员，军衔少将，负责在川西地区找矿，支持抗战。当年底至次年初，常隆庆因连续发现宝鼎煤矿和攀枝花磁铁矿，拟定了开发攀枝花的“六厂三矿”计划书。但限于当时实际条件，国民政府未能对攀枝花进行大规模开发。他的研究工作，为日后中国开发攀枝花打下了良好基础，因此被誉为“攀钢之父”。
1943年，常隆庆为支持抗战奉命在会理创办益门酒精厂并任其厂长，大力协助在川滇运输线用酒精代汽油，保障中缅公路抗战物资运输任务顺利完成。抗战胜利后，常出任四川地质调查所所长。中华人民共和国成立后，常隆庆于1950年任西南地质调查所副所长兼重庆大学教授。1952年，常隆庆调任西南地质局工程师兼重庆地质学校教务主任。1956年，任新成立的成都地质勘探学院教授、古生物教研室主任。
1979年7月21日，因突发脑溢血逝世。

## 纪念

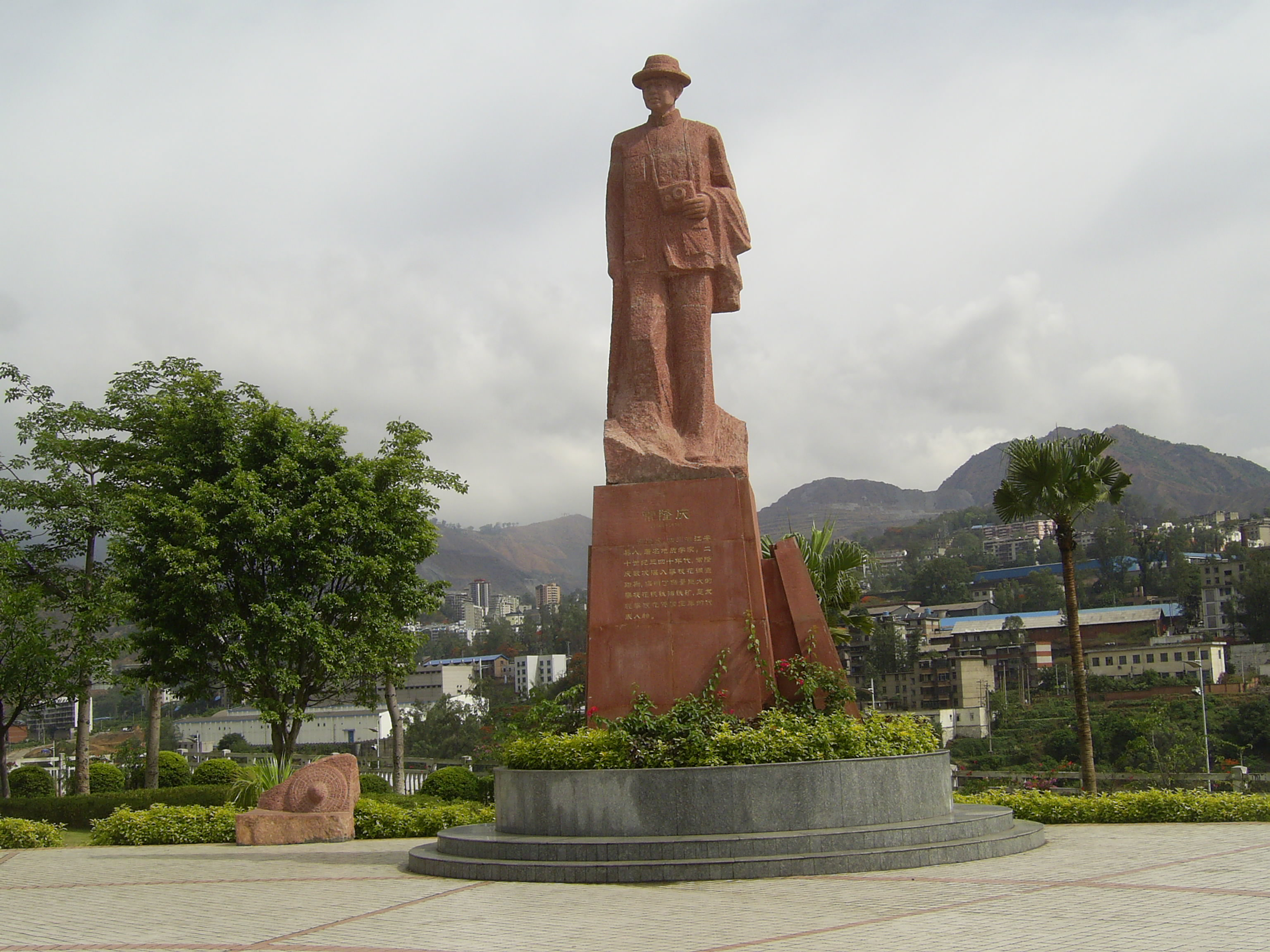
地质学家常隆庆的石雕像，位于四川省攀枝花市密地大桥南，远处背景可以看见攀枝花铁矿。照片摄于2009年5月。

因常隆庆发现攀枝花矿脉是攀钢和攀枝花市诞生的先决条件，为纪念常隆庆，攀枝花市政府于2005年举办四川省冬季旅游会之前将铁矿所在的攀密片区原攀枝花北路、攀枝花中路和攀枝花南路（即县道倮密路小攀枝花至密地大桥北路段）更名为隆庆路，将倮朱北路、倮朱中路和倮朱南路（即县道倮密路朱家包包铁矿至倮果路段）更名为隆庆东路，将矿山路（即县道倮密路小攀枝花至朱家包包铁矿路段）更名为隆庆北路。同年并塑常隆庆石雕像立于密地大桥南214省道旁。此前常隆庆在攀枝花鲜为人知，自此以后家喻户晓。
2011年初，攀枝花市政府又将位于攀钢矿业公司大楼前的瓜子坪公园更名为隆庆公园。时值瓜子坪公园刚刚完成改造工程，人工湖被填平建成小广场。但此改造工程广受争议。